# Asa Gray
Asa Gray (Sauquoit, Paris, Nueva York, 18 de noviembre de 1810-Cambridge (Massachusetts), 30 de enero de 1888) fue un naturalista, médico y botánico, considerado el botánico estadounidense más importante del siglo XIX.

## Biografía
Gray nació en Sauquoit, una aldea perteneciente a la ciudad neoyorquina de Paris, condado de Odeida, Nueva York, en 1810 y alcanzó el doctorado en Medicina en 1831. Sin embargo, dejó la Medicina por la Botánica, y en 1842 fue nombrado profesor de Historia Natural en la Universidad de Harvard, puesto que ejerció hasta 1873. Donó su colección de libros y de especímenes de plantas a esta Universidad, donde creó también el departamento de botánica; el «Gray Herbarium» se nombra en su honor.
Fue alumno de John Torrey con el que colaboró en trabajos como la Flora of North America, el primero de los muchos trabajos de Gray.
Mantuvo correspondencia con Charles Darwin a quien ayudó con valiosa información para el desarrollo de la teoría de Darwin en El origen de las especies. Fue un fiel defensor de Darwin en los Estados Unidos, y reunieron juntos varios de sus escritos para producir Darwiniana, un libro muy influyente en su tiempo.
Gray fue el instrumento de unificación del conocimiento taxonómico de las plantas de Norteamérica.
De los muchos trabajos de Gray sobre Botánica, el más conocido es su Manual of the Botany of the Northern United States, from New England to Wisconsin & South to Ohio & Pennsylvania Inclusive. Conocido sencillamente como Gray's Manual, ha tenido un gran número de ediciones con ilustraciones botánicas de Isaac Sprague y aún continúa siendo una referencia en este campo.
Francis S. Collins considera a Asa Gray partidario de la evolución teísta.

## Honores
El Asa Gray Award es el mayor galardón de la Sociedad Estadounidense de Taxónomos Vegetales (Sociedad estadounidense de Taxónomos de plantas). Este premio fue constituido en 1984 para galardonar a cualquier botánico vivo por los logros de su carrera. En el año 2004, fue galardonado John Beaman (alumno investigador honorario del Real Jardín Botánico de Kew y Curator Emeritus (Director-Conservador Emérito del Herbario) de la Universidad de Míchigan.
La grayanotoxina (veneno de Rhododendron) se nombró en su honor.
- La abreviatura «A.Gray» se emplea para indicar a Asa Gray como autoridad en la descripción y clasificación científica de los vegetales.[3]

## Algunas publicaciones
- A Natural System of Botany. American. 1837. doi:10.5962/bhl.title.708.

- con Torrey, John (1838–1843). A Flora of North America. I & II. Nueva York: Wiley & Putnam. doi:10.5962/bhl.title.9466.

- Gray, A.; G Engelmann 1845 a 1850. Plantae Lindheimerianae: An enumeration of F. Lindheimer's collection of Texan plants, with remarks & descriptions of new species, etc., (Acerca de la colección de Ferdinand Lindheimer, Boston J. Natural History, vol. 5 + 6, Boston.

- ----. 1848. Manual of the Botany of the Northern United States, from New England to Wisconsin & South to Ohio & Pennsylvania Inclusive .

- ----. 1848-1849. Genera florae Americae boreali-orientalis illustrata.

- ----. 1849. Plantae Fendlerianae Novi-Mexicanae — descripción de flora recogida por August Fendler (1813-1883) en Nuevo México.

- ----. 1852-1853. Plantae Wrightianae texano-neo-mexicanae.

- ----. 1854. Botany of the United States Expedition during the years 1838-1842 under the command of Charles Wilkes, Phanerogamia.

- ----. 1878-1897. Synoptical Flora of North America, completó Benjamin L. Robinson (1864-1935).

- ----. 1846-1888. Contributions to North American Botany, en: Proc. Am. Academy of Arts & Sci., v. 1-23.

- ----. «Notices of European Herbaria, Particularly Those Most Interesting to the North American Botanist». Am. J. Sci. 40, 1841. Reimpreso en «Scientific Papers of Asa Gray», editado C.S. Sargent. Boston: Houghton Mifflin, 1889.

- ----. Dictionary of American Biography. American Council of Learned Societies, 1928-1936.

- ----. Encyclopedia of World Biography, 2.ª ed. 17 v. Gale Research, 1998.

- ----. Plant Sciences. 4 v. Macmillan Reference, 2001.